# Křížová cesta (Červená Voda)
Zaniklá Křížová cesta v Červené Vodě na Orlickoústecku vedla na Křížovou horu jeden kilometr východně od obce.

## Historie
Křížová cesta na Křížovou horu vedla ke kapli Proměnění Páně. Tvořilo ji čtrnáct pískovcových křížů, které byly rozmístěny kolem vrcholu hory. Každý kříž měl na čelní straně pověšený obrázek. Roku 1863 byly obrazy křížové cesty nově malovány, dvanáct obrazů věnovala obec Červená Voda a dva darovali dobrodinci.

### Poutní místo
První zmínka o Křížové hoře je v Gramizově popisu v Zemském archivu v Brně z roku 1653. Jméno pravděpodobně dostala podle kříže, který tu stával. Roku 1833 zde byl postaven malý dřevěný kostelík bez věže. Když později vyhořel, byl vystavěn nový větší s věží a jeho střecha byla pokryta plechem. Zvon do věže byl odlit v Olomouci a přetrval tu asi 100 let, oltářní obraz byl přinesen až z poutního místa Mariazell v Rakousku. Roku 1905 byly zhotoveny lavice a zařízeno větrání.
Vedle kaple byla v roce 1923 vybudována dřevěná chata, která sloužila poutníkům k úkrytu před nepohodou. Slavnostního otevření chaty se zúčastnilo přes 2000 lidí. Každým rokem se na hoře konala poutní slavnost 26. června a 6. srpna.
"Spolek Křížové hory", který se staral o zvelebení tohoto místa a okolí, založil v roce 1933 místostarosta Červené Vody Robert Illichmann. Od okraje Červené Vody byla vysázena lipová alej k okraji lesa a byly zřízeny lavičky při cestě na horu.

### Zánik poutního místa
Po roce 1945 byl prostor za Křížovou horou vyčleněn jako armádní cvičiště a sloužil tak do roku 1990. Došlo k devastaci Křížové hory a k likvidaci poutního místa. Křížová cesta byla vytrhána, pískovcové kříže zlámány a pohozeny v lese, chata i kostelík byly poničeny a nakonec po roce 1960 zcela zbourány a odklizeny. Nahoře zůstaly jen kusy kříže s letopočtem 1800 a zbytky základů kostelíka a chaty.